# Saint-Georges, Tarn-et-Garonne
Saint-Georges là một làng và xã ở tỉnh Tarn-et-Garonne trong vùng Tarn-et-Garonne, Pháp.